# Tony Kaye (musicien)
Pour les articles homonymes, voir Tony Kaye et Kaye.
Tony Kaye, né le 11 janvier 1945 à Leicester, est un claviériste britannique ayant fait partie du groupe Yes à deux reprises, à ses débuts de 1968 à 1971 et lors de la renaissance du groupe de 1983 à 1994 avec le guitariste sud-africain Trevor Rabin.
 Alors qu'il est toujours avec Yes en 1972, il donne un coup de main à Peter Banks sur le premier album Flash de son groupe éponyme, puis, après avoir quitté Yes, il forme son propre groupe Badger (avec le bassiste David Foster anciennement des Warriors avec Jon Anderson) et enregistre deux albums, One Live Badger et White Lady.
Par la suite, il joue entre autres avec David Bowie sur la tournée Station to Station, puis avec le groupe Detective incluant Michael Des Barres au chant, et finalement Badfinger sur leur huitième et avant-dernier album en 1981 Say No More, avant de retrouver à nouveau Yes de 1983 sur l'album 90125 jusqu'en 1994 sur Talk.
Plus tard, il forme en 2007 le groupe Circa avec Alan White et Billy Sherwood, puis en 2009, Yoso toujours avec Sherwood et Bobby Kimball de Toto.  Il rejoint ensuite Yes lors de la tournée pour leur cinquantième anniversaire, au cours de laquelle il joue sur trois chansons, Yours Is No Disgrace, Roundabout et Starship Trooper. L'album Yes 50 Live sortit en 2019 témoigne de cette tournée, on y retrouve aussi Patrick Moraz aux claviers sur Soon tirée de Gates of Delirium, lequel avait été claviériste avec Yes entre 1974 et 1976. 

## Biographie

### Jeunesse
Anthony John Selvidge naît le 11 janvier 1945 à Leicester. Il reçoit dès l'âge de 4 ans des leçons de piano, et à 12 ans il s'inscrit à la London School of Music, aspirant à devenir pianiste de concert en musique classique. Puis vers l'âge de 15 ans, il découvre le Dixieland et le jazz moderne, ainsi que les tout premiers soubresauts des Beatles. Alors qu'il est encore à l'école, il joue avec un orchestre de jazz local puis se joint au Danny Rogers Orchestra, trois ans plus tard il met fin à ses études en musique classique, préférant le rock'n'roll.
Sous le pseudonyme de Tony Kaye, il joue d'abord avec le Johnny Taylor's Star Combo avant de joindre son premier groupe professionnel avec qui il enregistre enfin quelques singles, The Federals avec lesquels il joue également de la clarinette. Ce groupe accompagna Roy Orbison en tournée en Europe vers 1964-65. Avec The Federals, il enregistre donc quelques singles, dont Dance with a dolly et Boot hill, avec Jimmy Page à la guitare. Il a aussi joué avec Jimmy Winston and the Reflections, rebaptisé Winston's Fumbs ainsi que Bittersweet. Par la suite, il se greffe à l'équipe accompagnant Johnny Hallyday en tournée en Europe. Il fait ensuite la rencontre de Chris Squire et de Peter Banks qui à l'époque œuvrent avec le groupe Mabel Greer's Toyshop, puis avec l'ajout de Jon Anderson, Kaye se joint au groupe qu'ils mettent sur pied avec le batteur Bill Bruford, Yes.

### Yes (première formation)
Tony Kaye est présent sur les deux premiers disques de Yes, soit leur album homonyme en 1969 et Time and a Word en 1970, avant de prendre une pause pour aider Peter Banks à enregistrer le premier disque de son nouveau groupe Flash, puis il est sur le troisième album de Yes, The Yes Album en 1971. Mais les choses se compliquent lorsque Kaye refuse catégoriquement de jouer autre chose que de son orgue Hammond et du piano, alors que les autres membres du groupe cherchent à élargir leurs horizons. Il quitte donc Yes et est remplacé par l'ex-Strawbs Rick Wakeman.

### Badger et participations diverses
Tony Kaye forme alors le quatuor Badger, avec David Foster, l'ex-bassiste des Warriors, Roy Dike du trio Ashton, Gardner & Dyke à la batterie et Brian Parrish de Parrish & Gurvitz à la guitare. Il enregistre 2 albums avec ce groupe, dont le premier, One Live est produit par Jon Anderson et Geoffrey Haslam et la pochette dessinée par Roger Dean et enregistré en public alors qu'ils font justement la première partie de Yes. Le plus étrange est que sur cet album il joue du Minimoog et du mellotron. 
Le deuxième, White Lady, diffère du précédent puisqu'il y a changement de personnel, avec l'arrivée de Jackie Lomax au chant, Kim Gardner remplace David Foster à la basse, Paul Pilnick prend la place laissée vacante par le départ du guitariste Brian Parrish, Roy Dike étant le seul autre membre original restant avec Tony Kaye. Moins progressif et plus près de la soul, Badger devient alors plus le groupe de Lomax que celui de Kaye. Mais devant les pauvres ventes du deuxième album le groupe se sépare. 
On retrouve ensuite Kaye avec le groupe Detective qui inclut le chanteur-acteur Michael Des Barres, ils produisent deux albums studio plus un live sur le label de Led Zeppelin Swan Song, soit le premier éponyme en 1977 et le second It Takes One To Know One en 1978, et Live from the Atlantic Studios. Puis avec Badfinger sur leur album Say No More de 1981.
Par la suite, il accompagne David Bowie pendant sa tournée Station to Station en 1976. Sur les rééditions de l'album Station to station en 1991 et en 2010, on retrouve Kaye aux claviers sur le CD bonus enregistré en concert.

### La reformation de Yes
Alors qu'il est membre du groupe Badfinger, Tony Kaye retrouve Chris Squire, ce dernier l'invite à des sessions de studio pour la formation d'un nouveau groupe nommé Cinema, avec outre Squire à la basse et au chant, Alan White à la batterie et Trevor Rabin, ex-Rabbitt, à la guitare, aux claviers et au chant. Certaines de ces sessions sont produites par Trevor Horn, le dernier chanteur de Yes, alors qu'ils préparent un nouvel album. Des conflits entre ce dernier et Kaye le poussent à quitter, alors que le nom Cinema est rejetté pour celui de Yes avec le retour de Jon Anderson au chant juste avant la parution de 90125. Avec le départ de Kaye au milieu de l'enregistrement de l'album, c'est Trevor Rabin qui joue la majeure partie des claviers en plus de la guitare, et Eddie Jobson est alors recruté comme claviériste. Après avoir quitté Yes pour retrouver Badfinger qui part en tournée, Kaye est recontacté par Chris afin qu'il rejoigne Yes à nouveau juste avant la parution de l'album, à la fin de la tournée de Badfinger en 1983.
Puis, après la parution de l'album Big Generator en 1987 sur lequel, cette fois, Kaye joue la majorité des parties de claviers, il sera de la formation de Yes lorsque le groupe est rejoint par la formation Anderson Bruford Wakeman Howe et ils enregistrent le fameux Union, pour lequel il y aura aussi une tournée réunissant les huit musiciens des deux formations sur scène. En 1994 paraît l'album Talk, le dernier de cette formation de Yes sur lequel Tony Kaye ne joue que de l'orgue Hammond : à nouveau c'est Trevor Rabin qui joues les parties des autres claviers.

### Circa, Yoso et projets divers

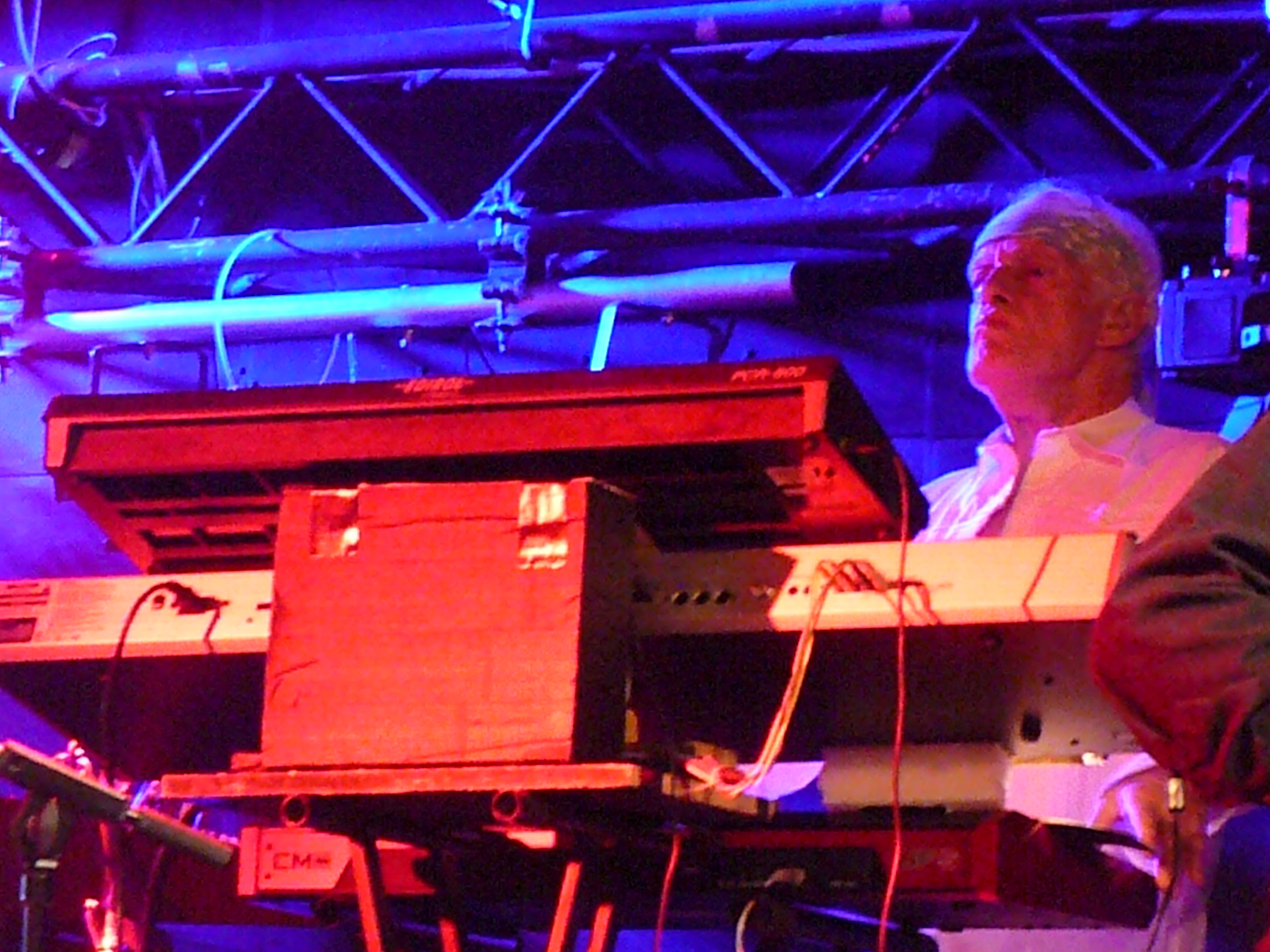
Tony Kaye en concert avec Yoso le 29 septembre 2010 à l'Atelier de Luxembourg

Depuis son départ de Yes, Tony Kaye se retire de la scène musicale, apparaissant çà et là, surtout sur des albums hommage, que ce soit pour The Doors, Pink Floyd, Led Zeppelin et The Beatles. Il est de tous ces albums hommage, parfois avec d'anciens ou actuels membres de Yes, comme Alan White, Billy Sherwood, Rick Wakeman et Peter Banks.En 2007, il travaille à nouveau avec White, Sherwood et Jimi Haun au sein de Circa qui publie six albums.
Il forme ensuite Yoso avec à nouveau Sherwood, Jimi Haun et Bobby Kimball, ancien chanteur de Toto : un unique album éponyme a été produit en 2009, Elements. Au cours de la tournée qui suit, Yoso, en plus de jouer ses propres compositions, reprend des titres de Toto et de Yes, époques Kaye, dont un long medley de ses trois premiers albums. 
Puis en 2016 sort le septième album de Circa, Valley of the Windmill. Et toujours en 2016, Kaye sort un album avec Billy Sherwood enregistré lors d'un concert au Japon, Live in Japan : on y retrouve deux CD ainsi qu'un DVD. 
En 2018, il joue avec Yes aux États-Unis pour le cinquantième anniversaire du groupe, où il interprète trois chansons, Yours is no Disgrace, Roundabout et Starship Trooper.
Le 10 septembre 2021, Tony Kaye sort à 75 ans son premier album solo End Of Innocence.

## Discographie

### Federals

#### Singles
- 1963 : Boot Hill/Keep on dancing with me
- 1963 : Brazil/In a Persian Market
- 1964 : Marlena/Please Believe me
- 1964 : Twilight time/Lost and alone
- 1964 : The climb/Dance with a dolly
- 1965 : A Bucketful of love/Leah

#### Album studio
- 1965 : The Federals : solist Tony Bloton

#### Compilations
- 1985 : 60's Back Beat - Contient aussi la chanson Never My Love de Hans Christian Anderson, alias Jon Anderson.
- 1985 : Twang! 20 Classic Instrumental Rarities

### Winston's Fumbs

#### Single
- 1967 : Real Crazy Apartment/Snow White

### Yes

#### Albums studio
- 1969 : Yes
- 1970 : Time and a Word
- 1971 : The Yes Album
- 1983 : 90125
- 1987 : Big Generator
- 1991 : Union
- 1994 : Talk

#### Albums live
- 1985 : 9012 Live : The Solos
- 1997 : Something's Coming: The BBC Recordings 1969–1970 (UK) (Beyond And Before (US)) (Compilation)
- 2004 : Union Live
- 2019 : Yes 50 Live - Orgue sur Yours is no Disgrace, Roundabout et Starship Trooper.
- 2021 : Union 30 Live - Boitier 26CD+4DVD + Programme de la tournée, 2 posters et 10 photos des membres du groupe.

#### Compilations
- 1975 : Yesterdays
- 1991 : Yesyears - Coffret 4 CD
- 1999 : Astral Traveller
- 2002 : In a Word: Yes (1969–) - Coffret 5 CD
- 2003 : The Ultimate Yes: 35th Anniversary Collection - Coffret 3 CD
- 2006 : Essentially Yes - Coffret 5 CD
- 2006 : Before The Birth Of Yes - Pre-Yes Tracks 1963-1970 - Kaye joue avec The Federals sur douze chansons, Winston's Fumbs sur douze chansons et Yes sur For Everyone. - Album double

### Flash
- 1972 : Flash - Du groupe Flash avec Peter Banks.

### Badger

#### Single
- 1974 : White Lady/Don't pull the trigger

#### Album live
- 1973 : One Live Badger - Coproduit par Jon Anderson, pochette de Roger Dean.

#### Album studio
- 1974 : White Lady - Avec Jackie Lomax au chant.

#### Compilation
- 1998 : Dean's List

### Detective
Avec Michael Des Barres
- 1977 : Detective
- 1978 : It Takes One To Know One
- 1978 : Live From the Atlantic Studios

### Badfinger
- 1981 : Say No More

### Circa

#### Albums studio
- 2007 : Circa - Avec Alan White à la batterie et Billy Sherwood à la basse et au chant.
- 2009 : HQ - Jay Schellen remplace Alan White.
- 2011 : And So On
- 2009 : Overflow
- 2016 : Valley of the Windmill

#### Albums live
- 2008 : Circa: Live (DVD)
- 2013 : Live from here, there and everywhere
- 2017 : Live - (DVD)

#### Compilation
- 2011 : And so on and Overflow

### Yoso
- 2009 : Yoso

### Billy Sherwood & Tony Kaye
- 2016 : Live In Japan - 2 CD + 1 DVD.

### Solo
- 2021 : End of Innocence.

### Participations
- 1970 : "Legs" Larry Smith ; Witchi-Tai-Po - Avec Chris Squire - B-Side du Single de ce membre du Bonzo Dog Doo Dah Band
- 1972 : Bonzo Dog Doo Dah Band  – Let's Make Up and Be Friendly - Avec Vivian Stanshall, Neil Innes, Dick Parry
- 1974 : Eddie Harris – E.H. in the UK - Avec Chris Squire, Alan White, Jeff Beck, Boz Burrell, Steve Winwood, Rich Grech, Ian Paice - Réédité en 1999 sous le titre In The UK/Is It In
- 1975 : Murray Head     – Say It Ain't So - Piano sur Someone's rockin' my dreamboat
- 2002 : Artistes Variés – Pigs & Pyramids—An All Star Lineup Performing the Songs of Pink Floyd
- 2004 : Artistes Variés - The World's Greatest Pink Floyd Tribute
- 2005 : Artistes Variés – Back Against the Wall
- 2005 : Daniela Torchia – Have No Fear
- 2006 : Artistes Variés – Return to the Dark Side of the Moon
- 2007 : Artistes Variés – From Here to Infinity
- 2008 : Artistes Variés - Just Like Pink Floyd : Rock Legends Playing The Songs Of Pink Floyd
- 2008 : Artistes Variés – Led Box: The Ultimate Tribute to Led Zeppelin
- 2009 : Artistes Variés – Abbey Road: A Tribute to The Beatles
- 2010 : Artistes Variés - Progressive Rock Trilogy
- 2011 : John Wetton     – Raised in Captivity - Orgue Hammond sur The Human Condition et Don't Misunderstand Me.
- 2012 : Artistes Variés - The Prog Collective
- 2012 : Artistes Variés - Songs of the Century : An All-Star Tribute to Supertramp
- 2012 : Edison's Lab    – Edison's Lab EP Avec Billy Sherwood
- 2012 : Artistes Variés - Dark Side of the Moon : Revisited
- 2013 : Artistes Variés - Fly Like an Eagle: An All-Star Tribute to Steve Miller Band
- 2013 : Artistes Variés - The Many Faces of Pink Floyd: A Journey Through the Inner World of Pink Floyd
- 2012 : Artistes Variés – The Fusion Syndicate
- 2014 : Artistes Variés - Light My Fire - A Classic Rock Salute to The Doors
- 2014 : Marcello Paganini - Space Traffic Jam
- 2014 : Artistes Variés - The Many Faces of Yes: A Journey Through the Inner World of Yes
- 2015 : Billy Sherwood - The Citizen
- 2016 : Rick Wakeman - Starship Trooper - Joue sur la pièce-titre.
- 2016 : David Bowie - Live Nassau Coliseum '76 - CD inclut sur la version rééditée de Station to Station.
- 2016 : The Neil Deal - Live in Hollywood - Tony Kaye tient le piano, l'orgue et le Moog sur cet album célébrant la musique de Neil Young et Crosby, Stills, Nash & Young.
- 2018 : Artistes Variés : A Life in Yes: The Chris Squire Tribute - Joue sur Parallels et Roundabout